# チャコティ
チャコティ（英: Chakotay）は、『スタートレック:ヴォイジャー』に登場する架空の人物。主人公が艦長を務めるU.S.S.ヴォイジャーの副長。

## 人柄
惑星連邦領の惑星に入植したインディアンの末裔として生まれる。額に描かれた模様は彼の部族の伝統的な装飾。宇宙艦隊士官として勤務していたが、非武装化地帯にある故郷を迫害するカーデシア人に対抗する為、退役。マキへと身を投じる。
デルタ宇宙域に飛ばされた際に自身の船と多数の部下を失い、お互いの生存の為U.S.S.ヴォイジャーと協力。元マキメンバーを纏め上げる為、キャスリン・ジェインウェイ艦長より臨時少佐（ただしクルーからは中佐と呼ばれている）の階級を与えられ、殉職したキャヴィット少佐の後任の副長に任命された。
科学的な知識や技術よりも、クルーの命や精神性を重んじる為、当初はジェインウェイと衝突する事も多かったが、後にお互いの欠点を補完するようになり、最高のパートナーシップを発揮する。後にジェインウェイとは恋人ではないものの、月に１度は部屋で夕食を共にし、プライベートではファーストネームで呼ぶ親しい間柄となる。
精神面でのフォローに秀でており、上官としてよりも仲間としての信頼が厚い。彼なくして元マキメンバーと宇宙艦隊メンバーとの共存はありえなかったであろう。
人類学者としての側面も持ち、文化人類学に興味が深いらしく、特に未成熟な異星人の文化やその発展に強い関心を示す事が多かった。地球帰還後はゆっくり研究生活を送りたいとも話していたこともある。
その他、格闘技にも関心を示し、自身宇宙艦隊アカデミーの生徒時代からボクシングを嗜んでおり、ホロデッキにボクシングトレーニングプログラムを登録している。
ヴォイジャーの地球帰還後は艦隊に正式に復帰し、2383~2384年時点で大佐に昇進している。(Star Trek: Prodigy)
2385年、U.S.S.ヴォイジャー-Aの艦長に就任した。

## 経歴
| 時（グレゴリオ暦） | 出来事                                     |
| ------------------ | ------------------------------------------ |
| 2351年             | 宇宙艦隊アカデミー卒業                     |
| N/A                | U.S.S.メリマックに配属（少尉）             |
| 2368年             | 宇宙艦隊を退役                             |
| 2371年             | U.S.S.ヴォイジャーの副長に就任（臨時少佐） |
| 2383年             | 宇宙艦隊所属(大佐、Star Trek: Prodigy)     |